# Lorenzo Palacín Badorrey
Lorenzo Palacín Badorrey (Berlanga de Duero, Soria, 1935 - 10 de abril de 2022) fue un político español. Fue el segundo alcalde de Esplugas de Llobregat desde la recuperación de la democracia en España. Sucedió a Antonio Pérez Garzón en el tercer año de mandato debido a una sentencia por prevaricación que lo inhabilitaba en el cargo. Cedió el cargo a Pilar Díaz Romero un año antes de las elecciones de 2007. Durante el franquismo luchó en la clandestinidad contra el régimen.

## Trayectoria política e institucional

### Entrada en el Ayuntamiento de Esplugas
Fue de número diez en las primeras elecciones municipales por el PSC en Esplugas de Llobregat. Fue trabajador del sector eléctrico y secretario de la Sección Sindical de la UGT. A pesar de que el PSC consiguió solo nueve concejales, entró como regidor en el Pleno del 12 de marzo de 1980 debido a la dimisión del socialista José Alonso Puertas.

### Teniente de alcalde
En las elecciones de 1983, que el PSC ganó con mayoría absoluta con quince regidores de veintiuno, iba de número seis. Ocupó el área de Enseñanza, Cultura, Deportes y Juventud. Entre el 12 de diciembre de 1984 y el 9 de enero de 1985 fue nombrado tercer teniente de alcalde después de la renuncia del regidor socialista Celedonio Fernández Ródenas.
En las elecciones municipales de 1987 figuraba en la segunda posición a las listas socialistas, justo por debajo del alcalde, Antonio Pérez. En el Pleno extraordinario del 8 de julio fue designado primer teniente de alcalde y miembro de la Comisión de Gobierno.

### Acceso a la alcaldía
Continuó siendo número dos en las listas del PSC y primer teniente de alcalde hasta la dimisión de Antonio Pérez por una sentencia por prevaricación, que inhabilitó al hasta entonces alcalde por ocho años. Lorenzo Palacín tomó posesión del cargo de alcalde el 19 de abril de 1998. Además de primer teniente de alcalde desde 1991, había sido responsable de los Servicios Generales y Económicos y de la concejalía de Educación y Enseñanza, además de portavoz del grupo municipal del PSC.
En las dos elecciones siguientes encabezó las listas del PSC en Esplugas, que ganó por mayoría absoluta (año 1999, catorce regidores de veintiuno; año 2003, doce regidores). El proyecto político era claramente continuista en materia de bienestar y cohesión, urbanismo, promoción económica y transparencia y eficiencia, con un impulso para la "segunda grand transformación de Esplugas". Esta transformación, que incluía la construcción de un auditorio nuevo, la reedificación de los mercados de la Plana y de Can Vidalet y la urbanización del torrente d'en Farré, provocó algunos problemas, por ejemplo, en cuanto a las obras del llamado Pla Caufec o el tranvía, que levantó muchas protestas ciudadanas.

### Renuncia
Finalmente, el 12 de junio de 2006 renunció al cargo en favor de Pilar Díaz Romero. Continuó siendo regidor de Educación y miembro de la Junta de Gobierno. La oposición criticó en líneas generales este cambio porque se consideraba un acto electoralista para promocionar el futuro candidato a la alcaldía a medio mandato. En general, se lo consideraba un alcalde estimado y próximo a los ciudadanos.